# Lophopsittacus mauritianus
Il pappagallo a becco grosso o pappagallo corvo (Lophopsittacus mauritianus (Owen, 1866)) è un grande pappagallo estinto appartenente alla famiglia Psittaculidae, endemico delle isole Mascarene di Mauritius, nell'Oceano Indiano a est del Madagascar. Non è chiaro a quale altra specie sia più strettamente legato, ma è stato classificato come membro della tribù Psittaculini, insieme con altri pappagalli delle Mascarene. Tuttavia, l'animale sembra condividere alcune caratteristiche con il pappagallo di Rodrigues (Necropsittacus rodricanus), con cui potrebbe essere stato strettamente imparentato.
La testa del pappagallo a becco grosso era piuttosto grande in proporzione al resto del corpo, e davanti agli occhi presentava una distintiva cresta di piume. L'uccello aveva un becco molto grande, di dimensioni paragonabili a quello dell'ara del giacinto (Anodorhynchus hyacinthinus), che avrebbe permesso all'animale di rompere i duri semi di cui si cibava. Le ossa subfossili indicano che la specie esibiva uno spiccato dimorfismo sessuale nelle dimensioni corporee e della testa rispetto a qualsiasi altro pappagallo vivente. L'esatta colorazione è sconosciuta, ma una descrizione contemporanea di questo uccello indica che fosse molto colorato, tra cui una testa blu e il corpo e il becco rosso. Per via delle sue dimensioni si crede che fosse un volatore debole, ma che non avesse perso la capacità di volare.
Il pappagallo a becco grosso è stato indicato per la prima volta come il "corvo indiano" nei giornali delle navi olandesi dal 1598 in poi. Sono note solo alcune brevi descrizioni contemporanee e tre raffigurazioni. Fu descritto per la prima volta scientificamente da una mandibola subfossile nel 1866, ma questo non era collegato ai vecchi resoconti di viaggio fino alla riscoperta di uno schizzo del 1601 dettagliato che corrispondeva alle vecchie descrizioni. L'uccello si estinse nel XVII secolo a causa di una combinazione di deforestazione, predazione da parte di specie invasive introdotte dall'uomo e probabilmente anche caccia di quest'ultimo.

## Descrizione

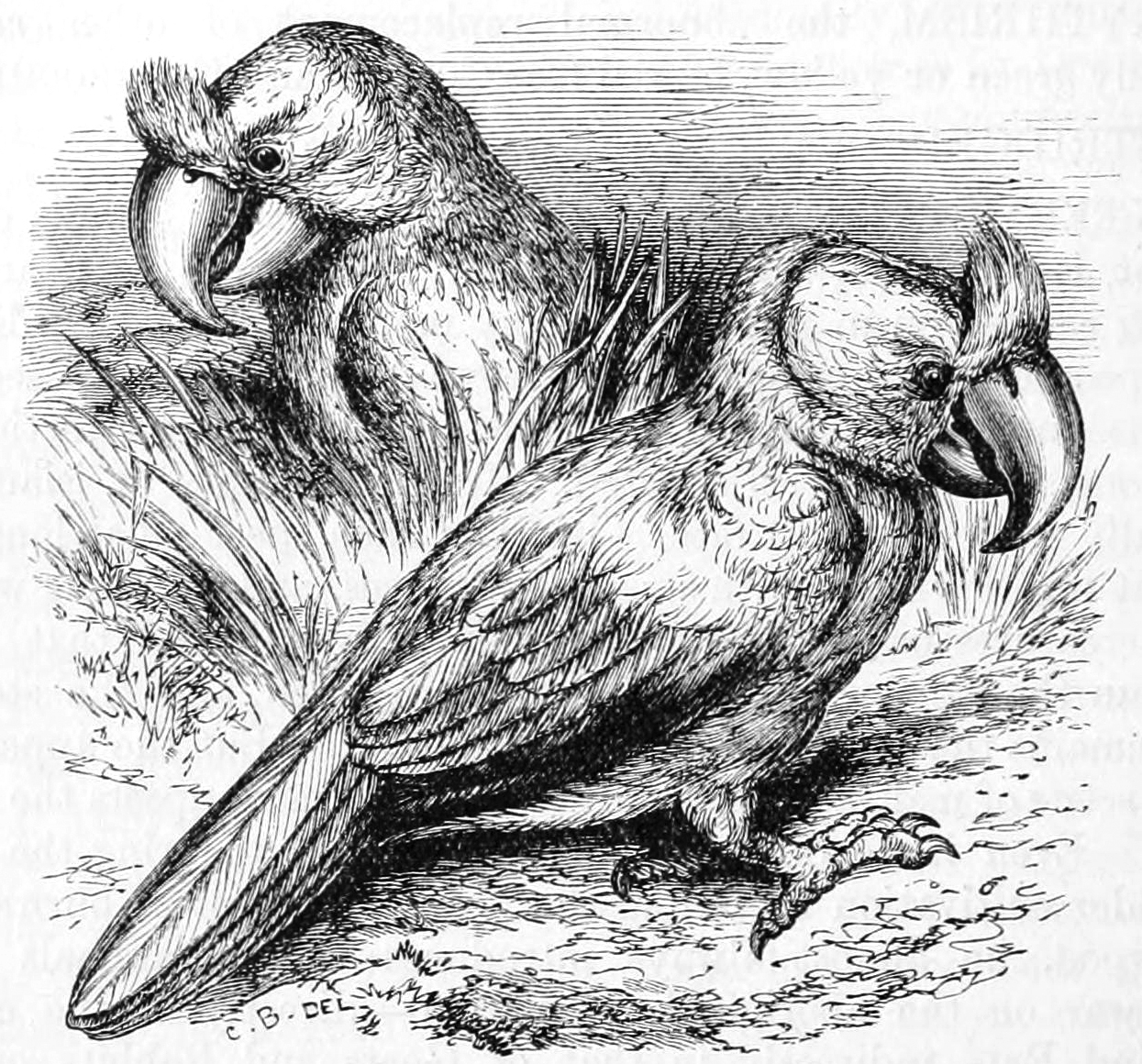
Adattamento artistico basato su una traccia dello schizzo di Gelderland, 1896.

Il pappagallo a becco grosso possedeva una distinta cresta frontale di piume. Le creste ossee presenti sul cranio indicano che questa cresta di piume era saldamente attaccata al cranio e che l'uccello, a differenza dei cacatua, non poteva sollevarla o abbassarla. Lo schizzo di Gelderland del 1601 fu esaminato nel 2003 da Hume, che confrontò la finitura dell'inchiostro con lo schizzo a matita sottostante e scoprì che quest'ultimo mostrava molti dettagli aggiuntivi. Lo schizzo a matita raffigura la cresta come un ciuffo di penne arrotondate attaccate alla parte anteriore della testa alla base del becco, e mostra lunghe penne copritrici, grandi penne secondarie e una coda leggermente biforcata. Le misurazioni di sub-fossili stimate nel 1893 mostrano che la mandibola era lunga 65-78 millimetri (2,6-3,1 pollici), larga 65 millimetri (2,6 pollici), il femore era lungo circa 58-63 millimetri (2,3-2,5 pollici), la tibia era lunga 88-99 millimetri (3,5-3,9 pollici) e il metatarso era lungo 35 millimetri (1,4 pollici). A differenza di altri pappagalli delle Mascarene, il pappagallo a becco grosso possedeva un cranio appiattito.
I subfossili mostrano che i maschi erano più grandi, misurando 55-65 centimetri (22-26 pollici) rispetto ai 45-55 centimetri delle femmine (18-22 pollici) e che entrambi i sessi avevano teste e becchi sproporzionatamente grandi. Il dimorfismo sessuale nelle dimensioni tra crani maschili e femminili è il più grande tra le specie esistenti di pappagalli. Le differenze nelle ossa del resto del corpo e degli arti sono meno pronunciate; tuttavia, l'animale presenta un dimorfismo sessuale maggiore delle dimensioni complessive di qualsiasi pappagallo vivente. Le differenze di dimensioni tra i due uccelli nello schizzo 1601 potrebbero essere dovute a questo dimorfismo. Un resoconto del 1602 di Reyer Cornelisz è stato tradizionalmente interpretato come l'unica menzione contemporanea delle differenze di dimensioni tra i pappagalli a becco grosso, elencando "corvi indiani grandi e piccoli" tra gli animali dell'isola. Una trascrizione completa del testo originale è stata pubblicata solo nel 2003 e ha dimostrato che una virgola non era stata inserita correttamente nella traduzione inglese; "grandi e piccoli" si riferivano infatti alle "galline da campo", probabilmente i ralli rossi e i più piccoli ralli di Sauzier.

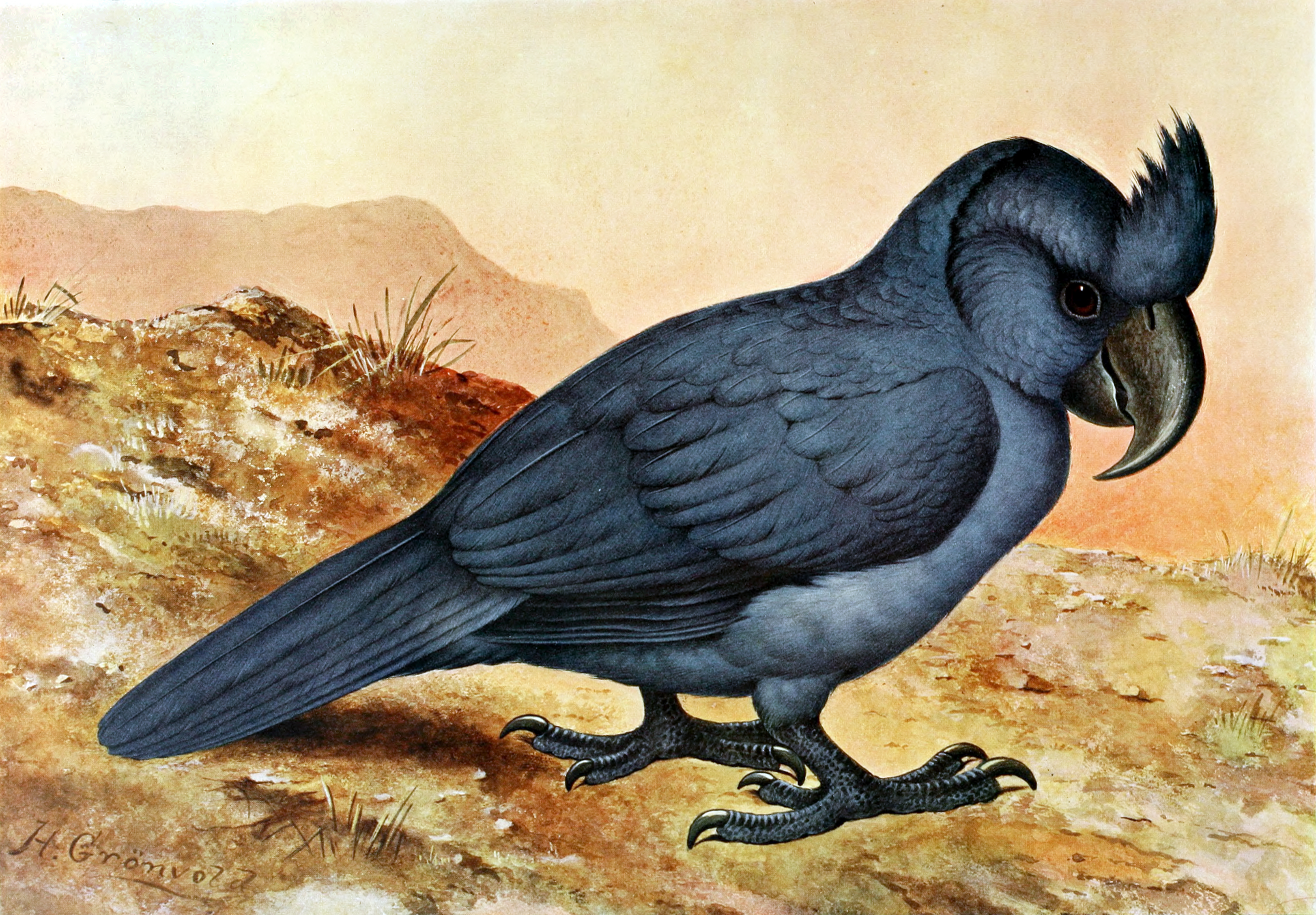
Ricostruzione del 1907 di Henrik Grönvold (basata sullo schizzo di Gelderland), che mostra l'uccello completamente blu, il che potrebbe essere inaccurato.

C'è una certa confusione sulla colorazione del pappagallo a becco grosso. Il rapporto del viaggio di Van Neck del 1598, pubblicato nel 1601, conteneva la prima illustrazione del pappagallo, con una didascalia che affermava che l'uccello era di "due o tre colori". L'ultimo resoconto dell'animale, e l'unica menzione dei suoi specifici colori, fu di Johann Christian Hoffman nel 1673-75:
Nonostante la menzione di vari colori, autori come Walter Rothschild sostenevano che il giornale Gheldria descrisse l'uccello come interamente grigio-blu, e fu ricostruito in questo modo anche nel libro del Rothewild del 1907, Extinct Birds. L'esame successivo del diario di Julian Hume ha rivelato solo una descrizione del dodo. Ha suggerito che la maschera facciale distintamente disegnata possa rappresentare un colore separato. La testa era evidentemente blu, e nel 2007, Hume suggerì che il becco potesse essere rosso, e il resto del piumaggio grigiastro o nerastro, come visto anche in altri membri di Psittaculini.
Nel 2015 è stata pubblicata una traduzione del rapporto del 1660 di Johannes Pretorius sulla sua permanenza a Mauritius, in cui descriveva l'uccello come "molto bello colorato". Di conseguenza, Hume reinterpretò il racconto di Hoffman e suggerì che l'uccello avesse una colorazione più complessa con il corpo rosso, la testa blu e un becco rosso; l'uccello è stato illustrato come tale nella carta di Ria Winters. Possibili penne iridescenti o lucenti avrebbero cambiato il colore dell'animale a seconda dell'angolo in cui venivano colpite dalla luce potrebbero aver dato la falsa interpretazione che avesse l'animale avesse ancora più colori. È stato anche suggerito che, oltre al dimorfismo dimensionale, i sessi potrebbero avere avuto colori diversi, il che spiegherebbe alcune delle discrepanze nelle vecchie descrizioni.

## Tassonomia

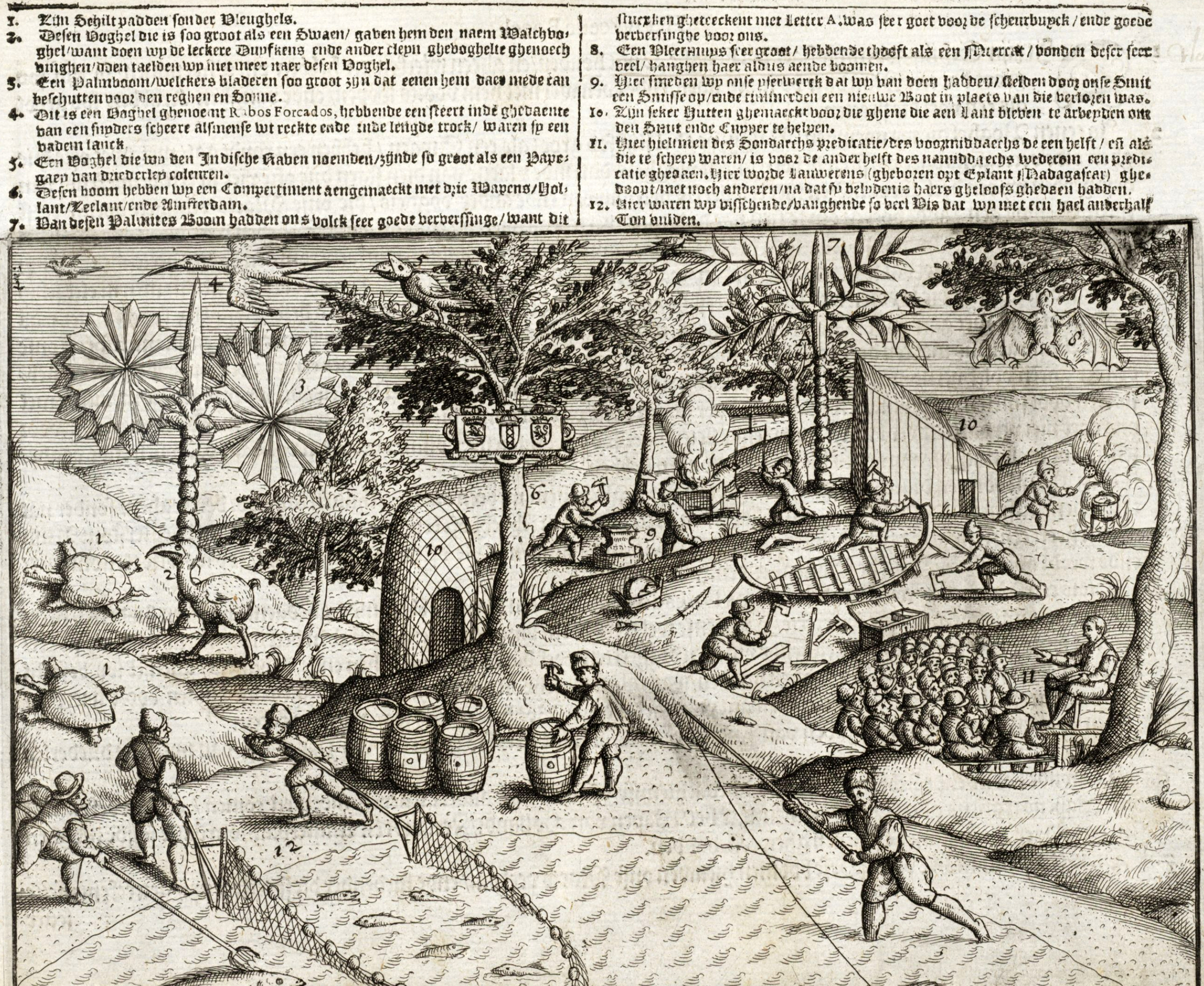
Xilografia del 1601, contenente la prima raffigurazione pubblicata di un pappagallo a becco grosso. La legenda dice: "5 * È un uccello che abbiamo chiamato corvo indiano, grande il doppio dei parrocchetti, di due o tre colori".

Le prime descrizioni note del pappagallo a becco grosso furono fornite dai viaggiatori olandesi durante la seconda spedizione olandese in Indonesia, guidate dall'ammiraglio Jacob Cornelis van Neck, nel 1598. Queste prime descrizioni apparvero per la prima volta in rapporti pubblicati nel 1601, che contengono anche la prima illustrazione dell'uccello, insieme con la prima illustrazione di un dodo. I marinai olandesi che visitarono Mauritius classificarono i pappagalli a becco grosso separatamente dai pappagalli, e li chiamarono "corvi indiani", senza fornire descrizioni utili, che causò confusione quando i loro diari vennero studiati.
Il naturalista inglese Hugh Edwin Strickland classificò i "corvi indiani" come buceri all'interno del genere Buceros nel 1848, interpretando erroneamente la cresta di piume dell'illustrazione del 1601 come un corno cheratinoso. Gli olandesi e i francesi si riferivano anche ai macai sudamericani come "corvi indiani" durante il XVII secolo, e il nome veniva usato per i buceri dagli olandesi, francesi e inglesi nelle Indie Orientali. Sir Thomas Herbert si riferì al pappagallo a becco grosso come "Cacatoes" (cacatua) nel 1634, con la descrizione "uccello simile a pappagalli sic, feroce e indomito", ma i naturalisti non si rendevano conto che si riferiva allo stesso uccello. Anche dopo la scoperta di subfossili di un pappagallo che corrispondeva alle descrizioni, lo zoologo Émile Oustalet sostenne che il "corvo indiano" era un bucero i cui fossili dovevano ancora essere scoperti, tesi su cui l'ornitologo mauriziano France Staub era a favore già nel 1993. Sull'isola non sono mai stati trovati resti di buceri e, a parte una specie estinta proveniente dalla Nuova Caledonia, non si è ma ritrovato nessun bucero in nessuna delle isole oceaniche.
Il primo reperto fisico noto del pappagallo a becco grosso fu una mandibola subfossile raccolta insieme con il primo lotto di ossa di dodo rinvenute nella palude di Mare aux Songes. Il biologo inglese Richard Owen descrisse la mandibola nel 1866 e la identificò come appartenente a una grande specie di pappagallo, a cui diede il nome binomiale di Psittacus mauritianus e il nome comune "pappagallo a becco grosso". Questo esemplare che rappresentava l'olotipo dell'animale è oggi perduto. Nel 1868, poco dopo la riscoperta del diario della nave Gelderlandera della Compagnia olandese delle Indie orientali, l'ornitologo tedesco Hermann Schlegel esaminò uno schizzo a penna e inchiostro non etichettato. Rendendosi conto che il disegno, attribuito all'artista Joris Joostensz Laerle, raffigurava il pappagallo descritto da Owen, Schlegel fece il collegamento con le vecchie descrizioni del diario. Nel 1875, poiché le ossa e la cresta dell'animale erano significativamente diverse da quelle delle specie di Psittacus, lo zoologo inglese Alfred Newton lo assegnò a un suo genere, che chiamò Lophopsittacus. Lophos è una parola del greco antico che significa "cresta", in riferimento alla cresta di piume frontali dell'uccello, mentre psittakos significa pappagallo.
Nel 1973, sulla base dei resti raccolti da Louis Etienne Thirioux all'inizio del XX secolo, l'ornitologo inglese Daniel T. Holyoak assegnò un altro pappagallo subfossile di Mauritius nello stesso genere del pappagallo a becco grosso e lo denominò Lophopsittacus bensoni. Nel 2007, sulla base di un confronto di subfossili, correlato con descrizioni di piccoli pappagalli grigi del XVII e XVIII secolo, Hume lo riclassificò come specie nel genere Psittacula e lo chiamò pappagallo grigio di Thirioux. Nel 1967, James Greenway aveva ipotizzato che le segnalazioni di pappagalli grigi mauriziani si riferissero al pappagallo a becco grosso.

### Evoluzione

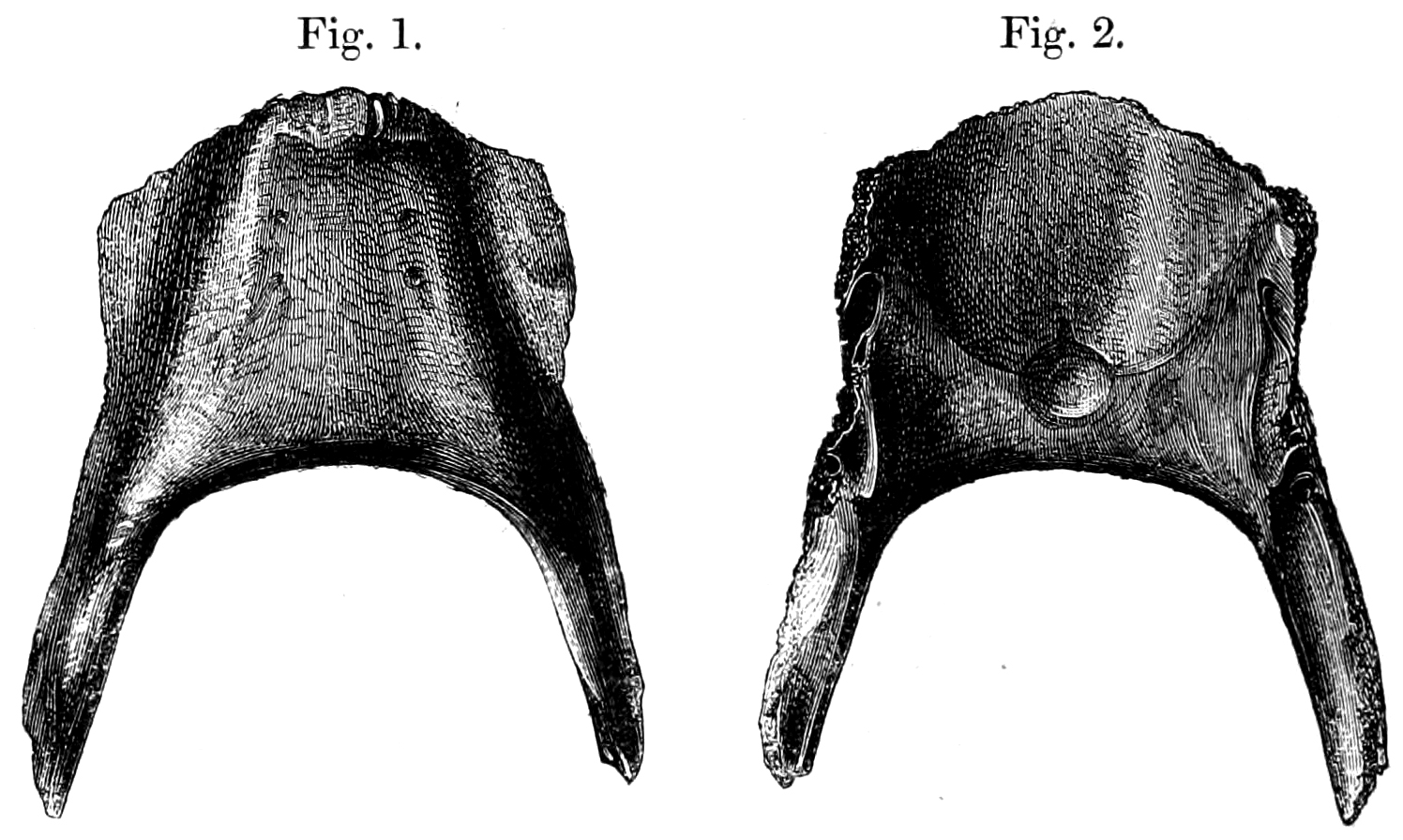
Litografia dell'olotipo subfossile, 1866.

Le affinità tassonomiche del pappagallo a becco grosso sono indeterminate. Considerando le sue grandi mascelle e altre caratteristiche osteologiche, gli ornitologi Edward Newton e Hans Gadow ipotizzarono che fosse strettamente imparentato con il pappagallo di Rodrigues (Necropsittacus rodricanus) nel 1893, ma non furono in grado di determinare se appartenessero entrambi allo stesso genere, dal momento che solo il pappagallo a becco grosso sembrava presentare una cresta di piume. L'ornitologo britannico Graham S. Cowles trovò invece i loro teschi troppo dissimili perché fossero parenti stretti, nel 1987.
Molti uccelli endemici delle Mascarene, incluso il dodo, derivano da antenati provenienti dall'Asia meridionale, e il paleontologo inglese Julian Hume propose che questo possa essere il caso anche per tutti i pappagalli. I livelli del mare erano più bassi durante il Pleistocene, quindi era possibile che le specie colonizzassero alcune delle isole allora meno isolate. Anche se la maggior parte delle specie di pappagalli estinte delle Mascarene sono scarsamente conosciuti, i resti di subfossili mostrano che condividevano caratteristiche come teste e mascelle allargate, ossa del pettorale ridotte e ossa delle gambe robuste. Hume suggerì di dare un'origine comune nella radiazione della tribù Psittaculini, basando questa teoria su caratteristiche morfologiche e il fatto che i pappagalli Psittacula sono riusciti a colonizzare molte isole nell'Oceano Indiano. Gli Psittaculini potrebbero aver invaso l'area più volte, poiché molte delle specie erano così specializzate che si sarebbero potute evolvere in modo significativo nelle isole punti caldi prima che le Mascarene uscissero dal mare.

## Comportamento ed ecologia

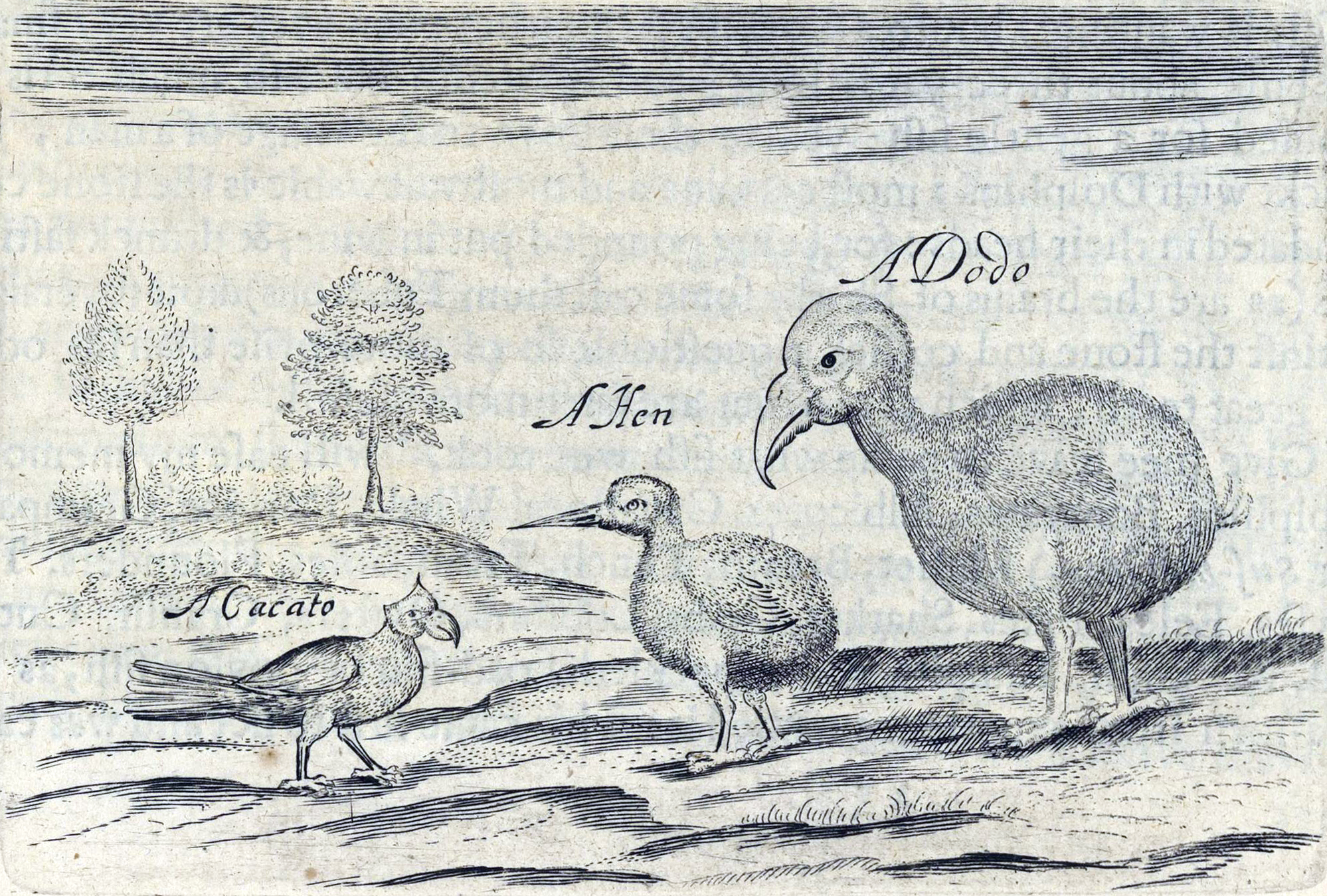
Schizzo di Sir Thomas Herbert (1634), ritraente il pappagallo a becco grosso, un rallo rosso, e un dodo

Johannes Pretorius (su Mautirio dal 1666 al 1669) tenne in cattività vari uccelli di Mauritius ormai estinti, tra cui il pappagallo a becco grosso, di cui descrisse il comportamento:
Sebbene il pappagallo a becco grosso si nutrisse a terra e fosse un debole volatore, il suo tarsometatarsus era corto e robusto, implicando che fosse molto abile ad arrampicarsi. I fratelli Newton e molti autori dopo di loro hanno dedotto che non era in grado di volare, a causa delle ali apparentemente corte e delle grandi dimensioni mostrate nello schizzo Gelderland, del 1601. Secondo Hume, lo schizzo a matita sottostante mostra in realtà che le ali non sono particolarmente corte. Appaiono larghe, caratteristica comunemente presente nelle specie che vivono in habitat chiusi come le foreste, e l'alula appare grande, una caratteristica degli uccelli che volano lentamente. La sua chiglia sternale era ridotta, ma non abbastanza da impedire il volo, infatti, anche il genere Cyanoramphus possiede una chiglia ridotta ma rimane comunque in grado di volare, e persino il kakapo incapace di volare, con la sua chiglia vestigiale, è comunque capace di planare. Inoltre, il racconto di Hoffman afferma che l'animale sarebbe stato in grado di volare, anche se con difficoltà, e la prima illustrazione pubblicata mostra l'uccello in cima ad un albero, una posizione improbabile per un uccello incapace di volare. Forse il pappagallo a becco grosso era sulla strada per perdere completamente la capacità di volare, come l'ormai estinta kaka dell'isola di Norfolk.

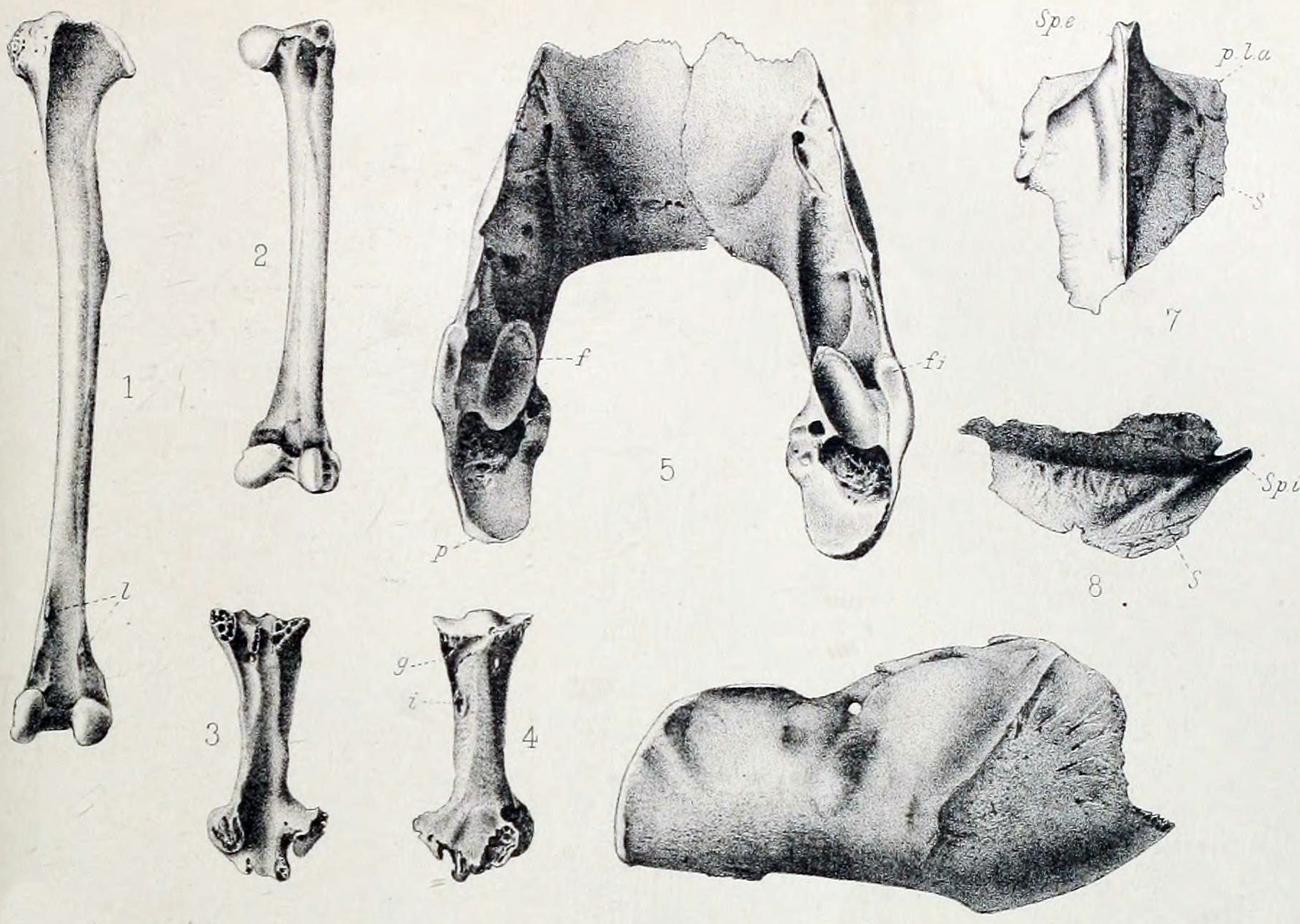
Resti subfossili, che comprendono ossa delle gambe, una mandibola, e uno sterno

Il dimorfismo sessuale nelle dimensioni del becco potrebbe aver determinato il comportamento dell'animale. Tale dimorfismo è comune negli altri pappagalli, ad esempio nei cacatua delle palme (Probosciger aterrimus) e nel kaka della Nuova Zelanda (Nestor meridionalis). Nelle specie in cui si verifica, i sessi preferiscono cibi di diverse dimensioni, i maschi usano i loro becchi nei rituali, oppure i sessi hanno ruoli specializzati nella nidificazione e nell'allevamento. Allo stesso modo, la grande differenza tra la dimensione della testa maschile e quella femminile potrebbe essere stata riflessa nell'ecologia di ciascun sesso, sebbene sia impossibile determinare come.
Nel 1953, l'ornitologo giapponese Masauji Hachisuka suggerì che il pappagallo a becco grosso fosse notturno, come il kakapo e il pappagallo notturno (Pezoporus occidentalis). Tuttavia, le prove contemporanee non lo confermano, e le orbite hanno dimensioni simili a quelle di altri grandi pappagalli diurni. Il pappagallo a becco grosso è stato registrato sul lato secco sottovento di Mauritius, che era il più accessibile per le persone, e si è notato che gli uccelli erano più abbondanti vicino alla costa, il che potrebbe indicare che la fauna di tali aree era diversa. L'animale poteva nidificare nelle cavità degli alberi o nelle rocce, come l'amazzone cubana (Amazona leucocephala). Appellativo "corvo indiano" dato a questo animale potrebbe essere dovuto al duro richiamo dell'uccello, dai suoi tratti comportamentali o semplicemente dal suo piumaggio scuro. La seguente descrizione di Jacob Granaet del 1666 menziona alcuni dei co-abitanti dell'habitat forestale del pappagallo a becco grosso:

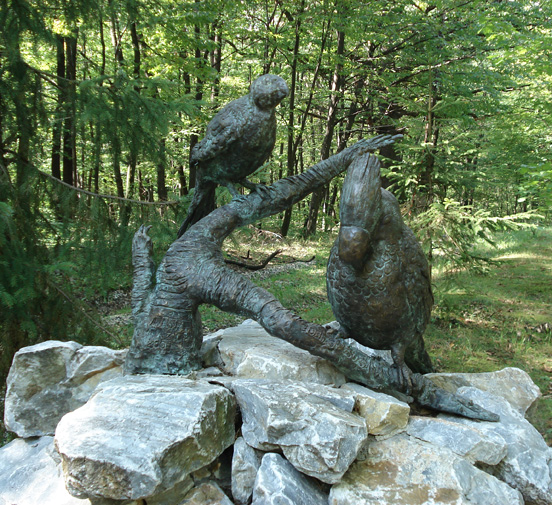
Statue degli estinti parrocchetto di Newton di Rodrigues e pappagallo a becco largo, in Ungheria

Molte altre specie endemiche di Mauritius si sono estinti a seguito dell'arrivo dell'uomo, lasciando l'ecosistema dell'isola è gravemente danneggiato e difficile da ricostruire. Prima che gli esseri umani arrivassero, le Mauritius erano interamente ricoperte di foreste, e quasi tutte sono andate perdute per via della deforestazione. La fauna endemica sopravvissuta è ancora seriamente minacciata. Il pappagallo a becco grosso viveva accanto ad altri uccelli mauriti recentemente estinti come il dodo, il rallo rosso, il pappagallo grigio di Mauritius, il piccione blu di Mauritius, il gufo di Mauritius, la folaga delle Mascarene, la casarca di Mauritius, l'anatra di Mauritius e la nitticora di Mauritius. Vi erano anche diversi rettili ormai estinti come la testuggine gigante di Mauritius dal dorso a sella, la testuggine gigante di Mauritius a cupola, lo scinco gigante di Mauritius e il boa fossorio di Round Island. La piccola volpe volante delle Mascarene e la lumaca Tropidophora carinata vivevano sia su Mauritius sia a Réunion ma si estinsero in entrambe le isole. Alcune piante, come la Casearia tinifolia e l'orchidea delle palme, si sono anch'esse estinte.

### Dieta

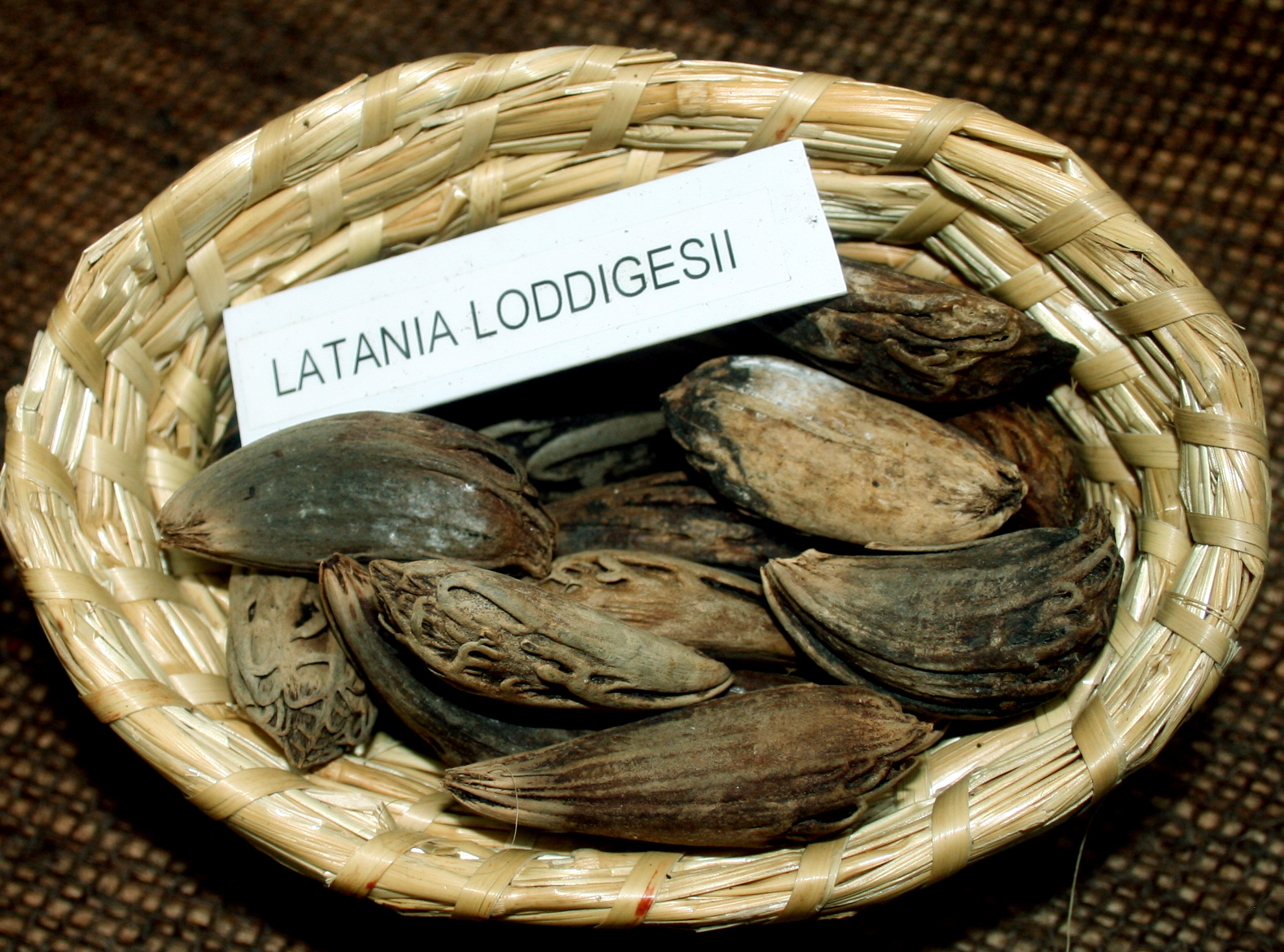
Semi di Latania loddigesii, che potrebbero aver fatto parte della dieta del pappagallo

Specie morfologicamente simili al pappagallo a becco grosso, come l'ara giacinto e il cacatua delle palme, possono fornire informazioni sulla sua ecologia. Gli ara Anodorhynchus, che si spostano e si nutrono quotidianamente a terra, si nutrono di noci di palma molto duri. Carlos Yamashita suggerì che questi ara un tempo dipendessero dalla megafauna sudamericana ormai estinta per mangiare frutta ed espellere i semi, e che in seguito si affidarono ai bovini addomesticati per fare ciò. Allo stesso modo, in Australasia il cacatua delle palme si nutre di semi non digeriti degli escrementi di casuario. Yamashita suggerì che l'abbondante presenza di tartarughe giganti e dodo svolgessero la stessa funzione su Mauritius, e il pappagallo a becco grosso, con il becco simile a quello degli ara, dipendeva da loro per ottenere semi puliti. Molti tipi di palme e di piante simili a palme a Mauritius producono semi duri di cui il pappagallo a becco grosso potrebbe essersi nutrito, tra cui Latania loddigesii, Mimusops maxima, Sideroxylon grandiflorum, Diospyros egrettorium e Pandanus utilis.

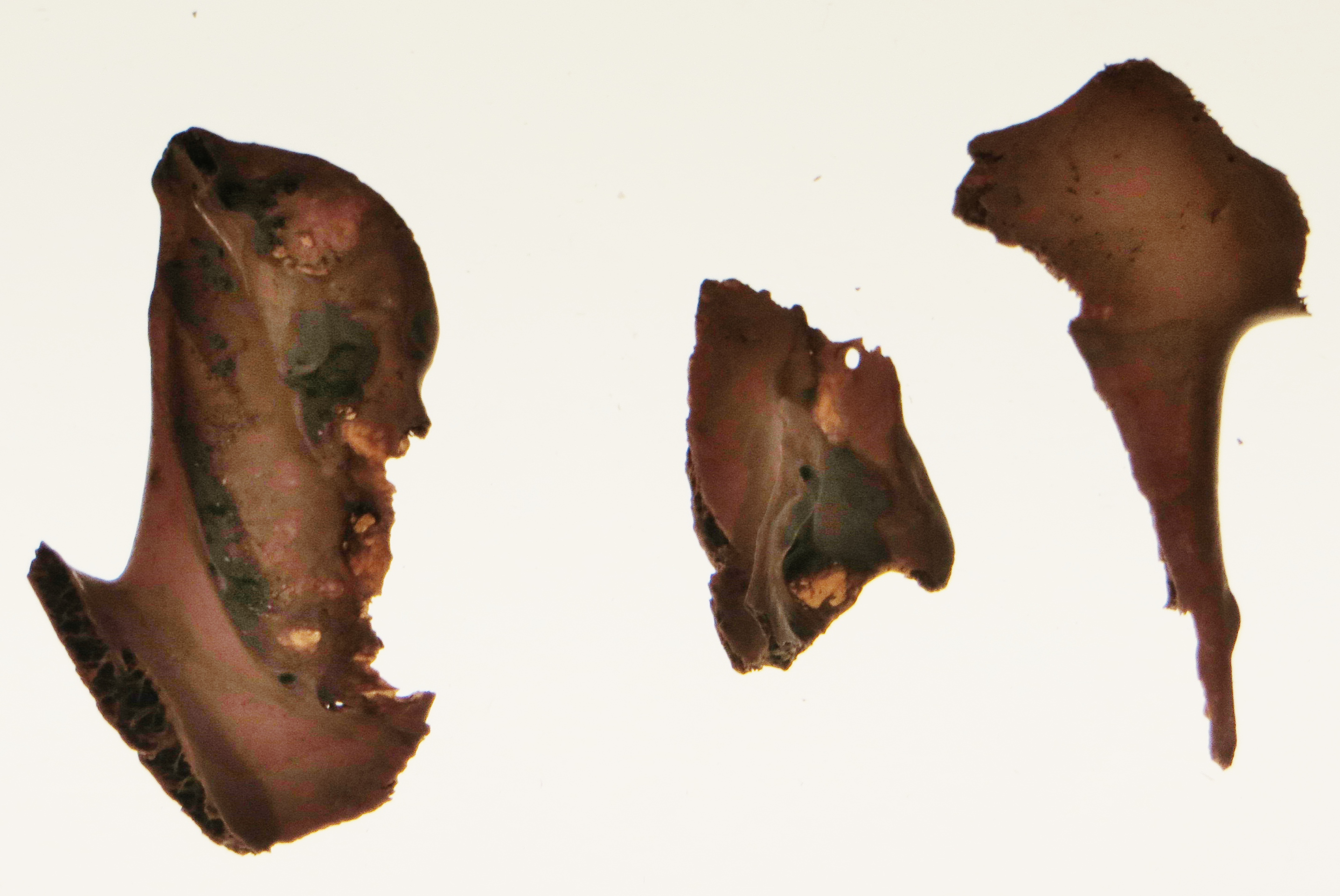
Frammento di mandibola al Naturalis Biodiversity Center

Sulla base delle radiografie, DT Holyoak ha affermato che la mandibola del pappagallo a becco grosso era debolmente costruita e suggeriva che l'animale si sarebbe nutrito di frutti morbidi piuttosto che di semi duri. Come prova, egli fece notare che le trabecole interne erano largamente distanziate, che il becco superiore era ampio mentre i palatini erano stretti, e il fatto che non era stato scoperto nessun rostro superiore conservato, che attribuiva alla sua delicatezza. GA Smith, tuttavia, sottolineò che i quattro generi usati da Holyoak come esempi di pappagalli dal "morso forte" basati su radiografie, Cyanorhamphus, Melopsittacus, Neophema e Psephotus, in realtà hanno mandibole deboli in vita, e che le morfologie citate da Holyoak non indicano forza. Da allora Hume ha sottolineato che la morfologia della mandibola del pappagallo a becco grosso è paragonabile a quella del più grande pappagallo vivente, l'ara giacinto, che può spaccare facilmente le noci delle palme. È quindi probabile che il pappagallo a becco grosso si nutrisse allo stesso modo.

## Estinzione
Sebbene Mauritius fosse stata precedentemente visitata da navi arabe nel Medioevo e da navi portoghesi tra il 1507 e il 1513, quest'ultime non si stabilirono mai sull'isola. L'impero olandese acquisì l'isola nel 1598, ribattezzandola dopo Maurizio di Nassau, e da allora in poi fu utilizzata per rifornire le navi commerciali della Compagnia olandese delle Indie orientali. Per i marinai olandesi che visitarono Mauritius dal 1598 in poi, la fauna era principalmente interessante dal punto di vista culinario. Delle otto o più specie di pappagalli endemici dei Mascareni, solo il parrocchetto di Mauritius (Psittacula eco) è sopravvissuto fino ai giorni nostri. Probabilmente tutti gli altri si erano estinti per una combinazione di caccia eccessiva e deforestazione.
A causa delle sue scarse capacità di volo, le sue grandi dimensioni e il possibile comportamento a non temere i predatori, data la sua evoluzione in un ambiente privo di predatori naturali, il pappagallo a becco grosso era una facile preda per i marinai che visitavano Mauritius, e i loro nidi sarebbero stati estremamente vulnerabili alla predazioni di predatori introdotti dai marinai, come macachi e ratti. Varie fonti indicano che l'uccello era aggressivo, il che potrebbe spiegare perché, dopo tutto, ha resistito tanto a lungo contro gli animali introdotti. Si ritiene che l'uccello si sia estinto nel 1680, quando le palme che sostenevano la sua alimentazione vennero tagliate su larga scala. A differenza di altre specie di pappagalli, che vennero spesso tenuti come animali da compagnia dai marinai, non ci sono registrazioni di pappagalli a becco grosso trasportati da Mauritius vivi o morti, forse a causa dello stigma associato con i corvi. Gli uccelli non sarebbero comunque sopravvissuti a un simile viaggio se si fossero rifiutati di mangiare qualsiasi cosa tranne i semi.